# Янсенизъм
Янсенизъм се нарича религиозно учение и движение в католическата църква през 17-18 век, обявено за ерес през 1653 г.
Теоретичната основа на учението поставя холандският теолог Корнелий Янсен (1585-1638), епископ на Ипър от 1635 г. Основните постулати на янсенизма се съдържат в коментарите на Янсен за св. Августин, издадени посмъртно през 1640 г. В тях той предлага ново тълкуване на проблема за християнското спасение на душата. Според Янсен Божията милост не се дава на всички вярващи, а само на тесен кръг избрани от Бог хора. От избраните се очаква непоколебима вяра и непрестанна борба срещу злото.
С папската Була „Cum occasione“ от 1653 г. папа Инокентий X заклеймява учението на Янсен като опасна ерес, тъй като неговите възгледи, освен че противоречат на официалната християнска доктрина, крият опасност да внушат на масата от вярващи отчаяние от невъзможното спасение и да ги подтикне към твърде свободно поведение. Въпреки папската анатема на учението, янсенизмът получава широко разпространение най-вече във Франция, където възгледите му са възприети добре от френските магистрати в парламентите. За Луи XIV янсенизмът придобива опасни за кралската власт политически измерения, тъй като учението поставя акцент върху значението на индивида, а не на колектива, като по този начин е критично спрямо традиционните връзки в обществото и процесите на централизация на кралската власт. Поради това кралската власт във Франция полага големи усилия за унищожаването на френския янсенизъм. Центровете на янсенизма във Франция - абатството Пор-Роял де Шан и янсенисткото училище в Шеврьоз са подложени на преследване и окончателно унищожени през 1709-1710 г.